# Microcos
Microcos är ett släkte av malvaväxter. Microcos ingår i familjen malvaväxter.

## Dottertaxa tillMicrocos, i alfabetisk ordning[1]
- Microcos africana
- Microcos antidesmifolia
- Microcos argentata
- Microcos barombiensis
- Microcos begoniifolia
- Microcos bifida
- Microcos borneensis
- Microcos branderhorstii
- Microcos brassii
- Microcos calophylla
- Microcos calymmatosepala
- Microcos ceramensis
- Microcos cerasifera
- Microcos chrysothyrsa
- Microcos chungii
- Microcos cinnamomifolia
- Microcos conocarpa
- Microcos conocarpoides
- Microcos coriacea
- Microcos crassifolia
- Microcos dulitensis
- Microcos erythrocarpa
- Microcos fibrocarpa
- Microcos floribunda
- Microcos florida
- Microcos globulifera
- Microcos gossweileri
- Microcos gracilis
- Microcos grandiflora
- Microcos havilandii
- Microcos henrici
- Microcos heterotricha
- Microcos hirsuta
- Microcos impressinervia
- Microcos inflexa
- Microcos iodocarpa
- Microcos kinabaluensis
- Microcos lanceolata
- Microcos latifolia
- Microcos latistipulata
- Microcos laurifolia
- Microcos ledermannii
- Microcos loerzingii
- Microcos longipetiolata
- Microcos malacocarpa
- Microcos malacocarpoides
- Microcos malayana
- Microcos membranifolia
- Microcos microthyrsa
- Microcos mildbraedii
- Microcos nervosa
- Microcos oligoneura
- Microcos opaca
- Microcos pachyphylla
- Microcos paucicostata
- Microcos pearsonii
- Microcos peekelii
- Microcos pentandra
- Microcos phaneroneura
- Microcos philippinensis
- Microcos pinnatifida
- Microcos psilonema
- Microcos reticulata
- Microcos riparia
- Microcos saccinervia
- Microcos schlechteri
- Microcos seretii
- Microcos sinuata
- Microcos stauntoniana
- Microcos stylocarpa
- Microcos stylocarpoides
- Microcos subcordifolia
- Microcos subepetala
- Microcos sumatrana
- Microcos tetrasperma
- Microcos tomentosa
- Microcos triflora
- Microcos ugandensis
- Microcos urbaniana
- Microcos vitiensis